# Vlag van de Joodse Autonome Oblast
De vlag van de Joodse Autonome Oblast bestaat uit een wit veld met in het midden zeven horizontale banen die elkaar niet raken. Deze banen hebben de kleuren (vanaf boven) rood, oranje, geel, groen, blauw, donkerblauw en paars en symboliseren daarmee de regenboog. Wit staat voor zuivere gedachten, heldere vooruitzichten voor ondernemingen en daden, en de eervolle vervulling van plicht. De regenboog is een Bijbels symbool van vrede, geluk en het goede. Bovendien doen de zeven strepen van de regenboog aan de zeven kaarsen van een menora, een nationaal en religieus symbool van het Joodse volk. De vlag is in gebruik sinds 27 november 1996.

## Regenboogvlag controverse
In 2013 werd de vlag volgens de Russische anti-homopropagandawet gecontroleerd op de aanwezigheid van "homopropaganda", vanwege de gelijkenis met de regenboogvlag. De vlag van de Joodse Autonome Oblast werd veilig bevonden vanwege de witte achtergrond, witte randen tussen de gekleurde strepen en de zevende (lichtblauwe) kleur. Er zijn echter regenboogvlaggen die de zeven kleuren van de vlag van de Joodse Autonome Oblast gebruiken.